# Стапо

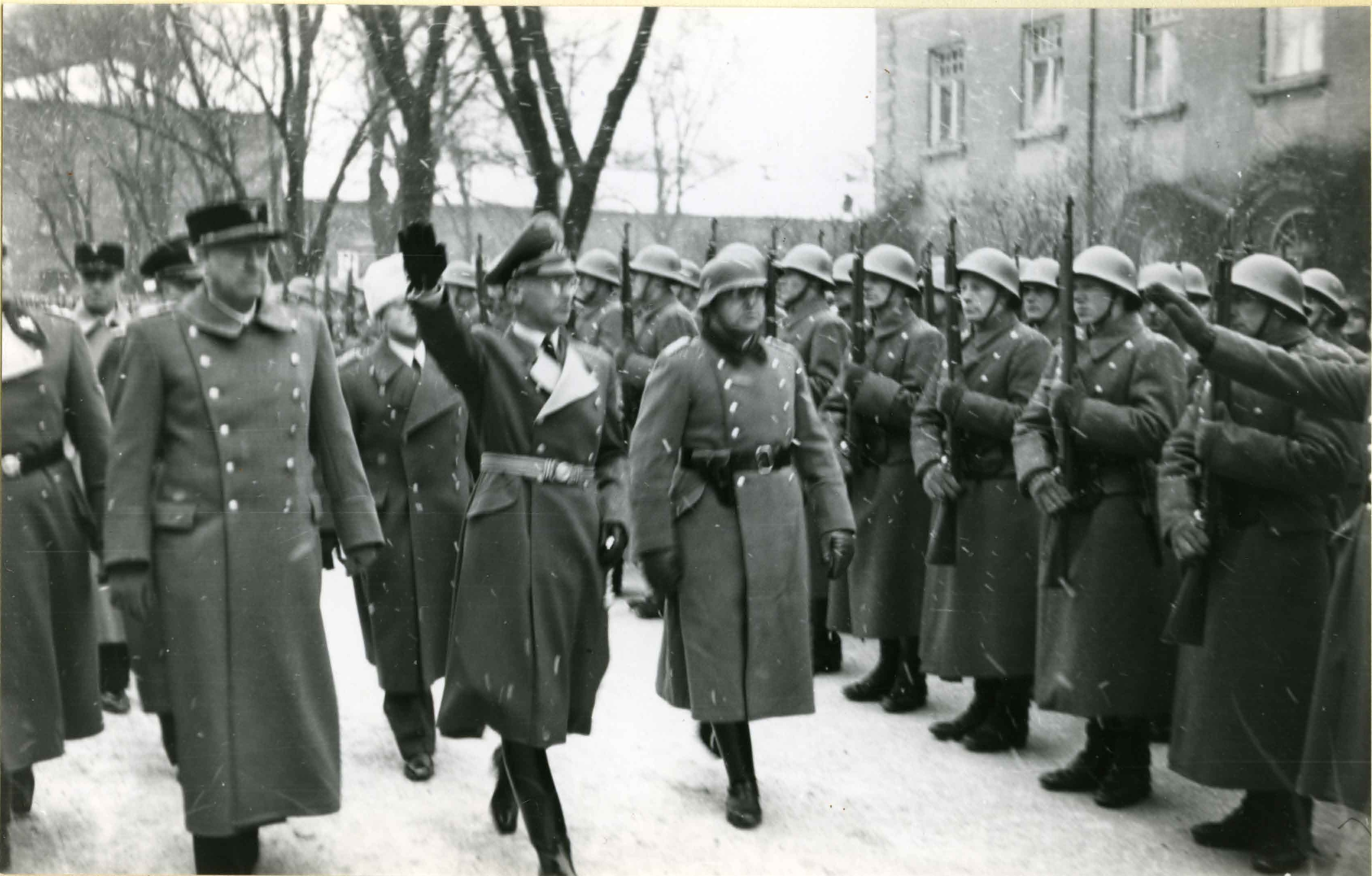
Видкун Квислинг (слева) и рейхскомиссар Йозеф Тербовен (в центре) осматривают почетную роту офицеров государственной полиции в 1942 году

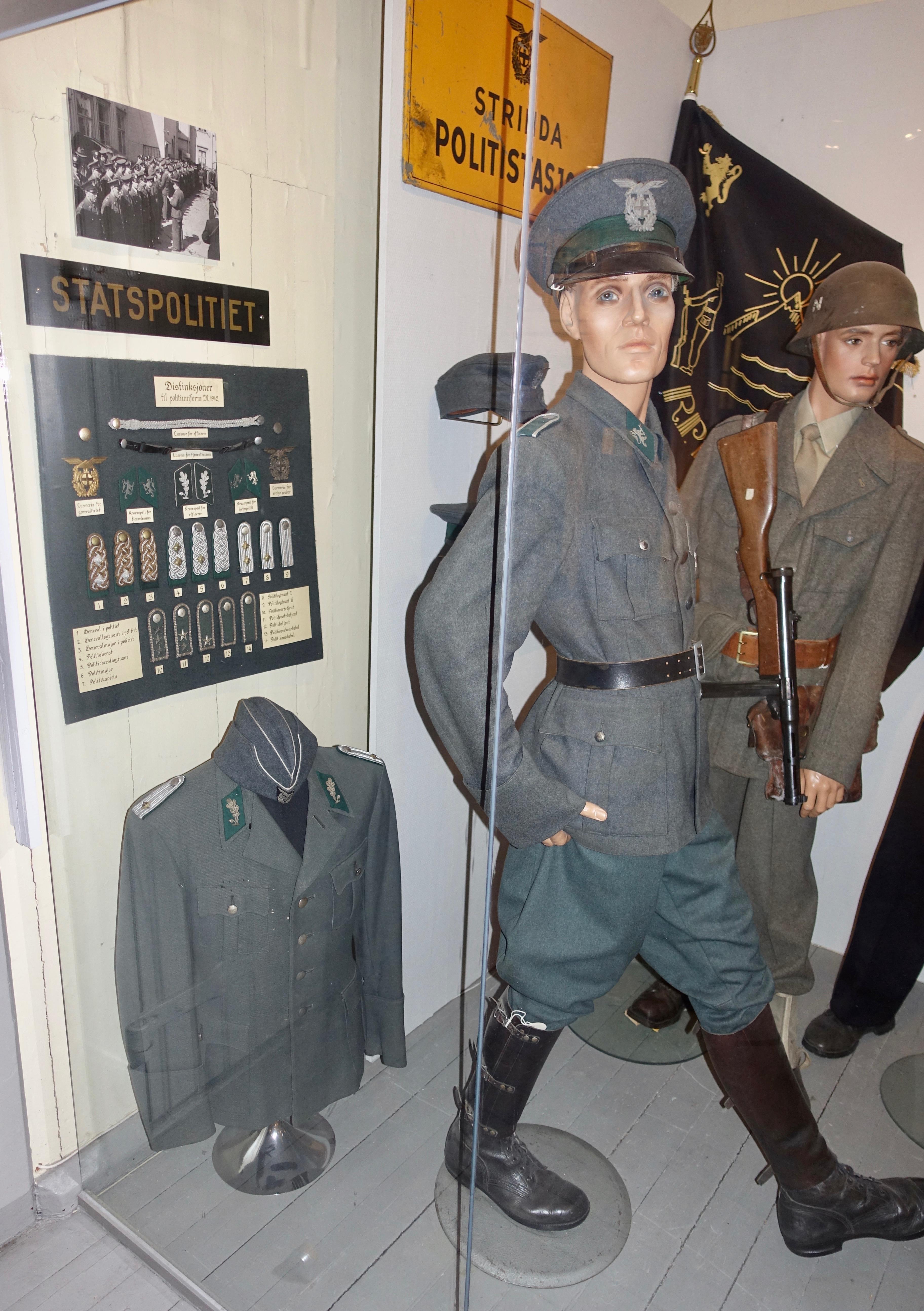
Униформа Стапо в Музее правосудия в Тронхейме

Стапо (STAPO, сокращение от норв. Statspolitiet, «государственная полиция») — национал-социалистическая вооруженная полиция, существовавшая в оккупированной Норвегии с 1941 по 1945 год, состоявшая из норвежских чиновников и организованная по образцу аналогичных подразделений в нацистской Германии. Действовала независимо от обычной норвежской полиции.

## История
Орган был созданы 1 июня 1941 года во время немецкой оккупации Норвегии. Инициатива создания органа исходила от Карла Мартинсена, который позднее возглавил Стапо, и других видных членов коллаборационистской партии Национальное единение. На пике своего развития, в 1944 году, в Стапо насчитывалось 350 сотрудников, в дополнение к большему количеству шпиков, которые сотрудничали с ними или оказывали им услуги.
Цель Стапо заключалась в первую очередь в борьбе с так называемыми политическими преступлениями, беженцами, шпионажем, саботажем, вооруженным сопротивлением и другими видами сопротивления немецким оккупационным силам или норвежскому коллаборационистскому режиму Квислинга. Стапо сыграла важную роль во время Холокоста в Норвегии, помогая депортации евреев из Норвегии.
Стапо осуществляла аресты среди норвежского населения, многие арестованные были позже отправлены в лагеря для военнопленных в Норвегии и концентрационные лагеря в тогдашней Германии.
Стапо имела штаб-квартиру в Осло и шесть дочерних офисов в Осло и Акере, Ставангере, Бергене, Тронхейме, Тромсё и Киркенесе. Стапо подчинялась начальнику полиции безопасности и норвежскому министру полиции Юнасу Ли. Также Стапо получала приказы непосредственно из Главного управления безопасности Рейха. Руководитель Стапо генерал Карл А. Мартинсен был ликвидирован норвежским движением сопротивления 8 февраля 1945 года. Это вызвало массовые репрессии, в результате которых 34 заключенных бойца сопротивления были казнены в крепости Акерсхус.

## После Второй мировой войны
После капитуляции Германии 8 мая 1945 года Стапо была немедленно расформирована. Бывшие сотрудники Стапо были арестованы, преданы суду в норвежских судах и признаны виновными в различных преступлениях, включая государственную измену, незаконное задержание, пытки, жестокое обращение, убийства и незаконные казни. Наказания были суровыми и включали смертную казнь. Были приведены в исполнение смертные приговоры офицерам Стапо Рейдару Хааланду, Арне Саатведту, Хансу Якобу Скаару Педерсену, Хольгеру Тоу, Оле Вехусу, Олафу Аспхейму и Эйнару Дённуму.

## Звания и знаки различия
| Знаки различия | Знаки различия             | Звание в СТАПО     | Звание в Вермахте         |
| Петлицы        | Погоны                     | Звание в СТАПО     | Звание в Вермахте         |
| -------------- | -------------------------- | ------------------ | ------------------------- |
|                |                            | General i politiet | General der Waffengattung |
|                | Generalløjtnant i politiet | Generalleutnant    |                           |
|                | Generalmajor i politiet    | Generalmajor       |                           |
|                | Politioberst               | Oberst             |                           |
|                | Politioberstløytnant       | Oberstleutnant     |                           |
|                | Politimajor                | Major              |                           |
|                | Politikaptein              | Hauptmann          |                           |
|                | Politiløytnant I           | Oberleutnant       |                           |
|                | Politiløytnant II          | Leutnant           |                           |
| Рядовой состав |                            |                    |                           |
|                |                            | Politoverbetjant   |                           |
|                | Politiførstebetjant        |                    |                           |
|                | Politibetjent              |                    |                           |
|                | Politioverkonstabel        |                    |                           |
|                | Politikonstabel            |                    |                           |

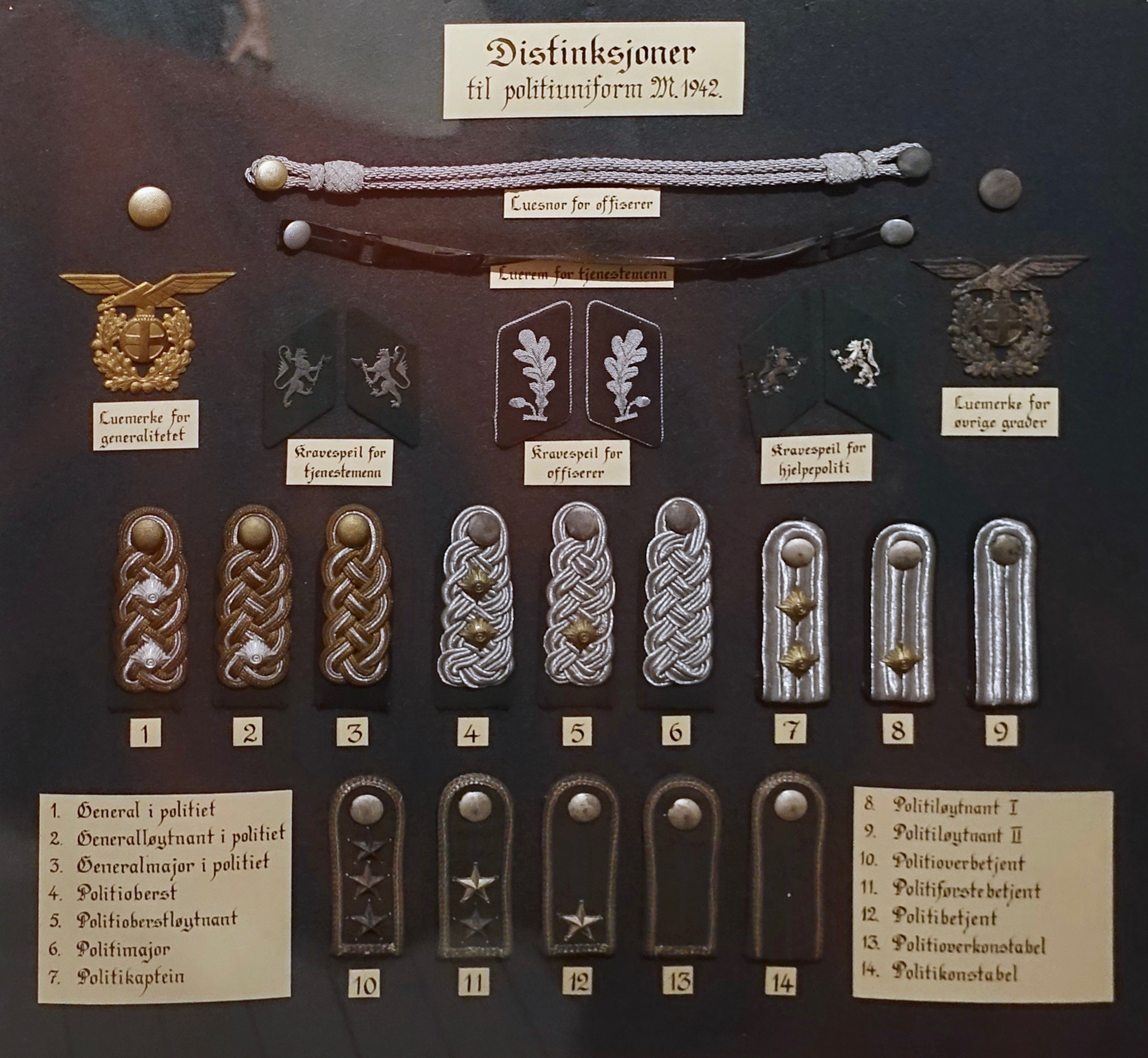
Знаки различия Стапо на выставке в Музее правосудия в Тронхейме, Норвегия. Цвета искажены освещением: подкладка погон была зелёной, а не чёрной

Хотя Стапо формально существовала отдельно от партии Национальное единение, на кокарде была изображена эмблема партии в дубовом венке.
Знаки различия Стапо были изготовлены по германским образцам. Офицерские и генеральские были идентичны немецким полицейским знакам различия. Сержантский и рядовой состав носил немецкие фельдфебельские погоны с пятиконечными звёздами (в отличие от сотрудников Стапо, немецкие полицейские носили четырёхконечные звёзды и имели особое угловое шитьё по канту).